# Любовь по ту сторону
«Любовь по ту сторону» (англ. Here After) — американская мелодрама в жанре фэнтези 2021 года режиссёра и сценариста Гарри Гринбергера с Энди Карлом, Норой Арнезедер и Кристиной Риччи в главных ролях.
Мировая премьера состоялась 7 марта 2020 года на фестивале независимого кино Cinequest Film Festival в Сан-Хосе. Фильм был выпущен по запросу 23 июля 2021 года. 15 июля он вышел в российский прокат (дистрибьютор «Парадиз»).

## Сюжет
Безработный актёр Майкл погибает в автокатастрофе. На том свете его встречает ангел, молодая привлекательная женщина в деловом костюме. От неё он неожиданно для себя узнаёт, что в раю он может оказаться лишь после того, как познает счастье взаимной любви. Майкл, потерпевший массу неудач в амурных делах при жизни, сильно сомневается, что у него получится найти вторую половину, будучи приведением. Пока не встречает Хани Би. Но вскоре радость от обретения любви сменяется трагедией. Майклу сообщают, что девушка должна погибнуть в самое ближайшее время.

## В ролях
- Энди Карл — Майкл
- Нора Арнезедер — Ханни Би
- Кристина Риччи — ангел Скарлетт
- Майкл Рисполи — Анджело
- Джинни Берлин — Голди, мать Майкла

## Восприятие
На сайте Rotten Tomatoes фильм имеет рейтинг одобрения 30 % на основе 10 рецензий профессиональных критиков.
Андреа Бич из Common Sense Media присудила фильму две звезды из пяти. По её мнению, «в лучшем случае этот фильм может понравиться только самым большим поклонникам романтики на экране, но даже для них его проблемы и слабости могут быть слишком весомыми, чтобы их преодолеть». Джошуа Арнольд (Pittsburgh Post-Gazette) дал фильму 2,5 балла. Дэниел М. Киммел в своей рецензии похвалил «умный сценарий и хорошую игру актёров».
Антон Фомочкин («Киноафиша») отмечает: «У Гринбергера достаточно свежих идей касательно жанра, он очень старается „продать“ себя как автора с самых разных выгодных позиций. Здесь и чистая комедия, и двадцать разговорных минут в стиле Линклейтера, и сентиментальное прощание Майкла с прошлой жизнью. Но, чтобы качественно иначе рассматривать в наше время жанр, нужно либо обыгрывать клише, либо от них избавляться. Без этого „Любовь по ту сторону“ — именно то, что обещает жанр и ничего сверх того. Гринбергер никого не обманывает, но и не удивляет».